# Mia moglie è di leva
Mia moglie è di leva (The Lieutenant Wore Skirts) è un film del 1956 diretto da Frank Tashlin.

## Trama
Greg Whitcomb è uno sceneggiatore televisivo; durante la guerra ha servito nell’Aeronautica, poi si è fatto trasferire nella riserva ed è tornato alla vita civile; attualmente è sposato con Katy, parecchio più giovane di lui; un giorno arriva una lettera del Dipartimento della Guerra, e Katy la nasconde perché teme che richiami Greg in servizio attivo.
Durante la festa per l’anniversario di matrimonio un vecchio compagno d’armi di Greg, il capitano Barney Sloan, chiama con leggerezza Greg “vecchio”; la cosa offende Greg che si ubriaca e sviene; il giorno dopo, ancora ferito nell’orgoglio, l’uomo viene a sapere della lettera e decide di riarruolarsi; per poterlo accompagnare Katy prende la stessa decisione, essendo anche lei  ufficiale nell’Aeronautica di Riserva.
Ma a causa di un ginocchio malandato Greg non passa l’esame medico ed è riformato, mentre Katy passa tranquillamente e viene spedita alle Hawaii! Tutte le donne del vicinato avvertono Greg che Katy sarà sola alle Hawaii, circondata da militari giovani e belli, quindi Greg la raggiunge alla base come sposo; invece finirà per passare la maggioranza del tempo con le mogli dei militari in servizio, e questi ultimi non gradiscono affatto.
Come ultima risorsa, Greg decide di sabotare la carriera alla moglie per farla congedare; il trucco gli si ritorce contro, ma intanto il suo ginocchio è guarito, quindi è di nuovo abile al servizio attivo! Purtroppo per lui, tra poco Katy sarà congedata e rimpatriata comunque a causa della sua gravidanza!

## Produzione
Il film fu prodotto da Twentieth Century Fox e diretto da Frank Tashlin, girato a Beverly Hills in California e a Honolulu alle Hawaii. Il titolo di lavorazione fu I Lost My Wife to the Army.

## Distribuzione
Il film fu distribuito negli Stati Uniti nel 1956 dalla Twentieth Century Fox Film Corporational cinema.
Alcune delle uscite internazionali sono state:
- negli Stati Uniti il 11 gennaio 1956 (The Lieutenant Wore Skirts)
- in Svezia il 17 febbraio 1956 (En löjtnant i kjolar)
- in Germania Ovest il 13 aprile 1956 (Meine Frau, der Leutnant)
- in Finlandia l'8 giugno 1956 (Luutnantti hameissa)
- in Austria il agosto 1956 (Meine Frau, der Leutnant)
- in Portogallo il 10 gennaio 1957 (O Tenente Usava Saias)
- in Danimarca il 29 settembre 1958 (Løjtnant i skørter)
- in Grecia (Erotika skandala)
- in Italia (Mia moglie è di leva)
- in Brasile (O Tenente Era Ela)

## Critica
Secondo il Morandini il film è vagamente somigliante a Ero uno sposo di guerra di Howard Hawks con l'unica differenza che nel personaggio di Ewell, Gregory Whitcomb, sussiste una "dimensione dolorosa" che indebolisce il lato comico di fondo.